# Merlin's Magic Castle
Merlin's Magic Castle is een madhouse attractie gebouwd door Vekoma in Walibi Holland. Het is een van de vele madhouses waarin de illusie wordt gewekt dat men over de kop gaat.

## Verhaal
De attractie draait om het verhaal van Merlijn de Tovenaar. Bij binnenkomst begint een bandje te spelen, waarop een uil en Merlijn druk discussiëren over de experimenten van Merlijn en hun veiligheid. Merlijn probeert namelijk middels duistere magie de kamer van zijn huis te laten draaien. Hij daagt de bezoekers uit plaats te nemen in de betreffende kamer.
Wanneer de bezoekers plaatsnemen, kondigt Merlijn aan dat hij zijn experiment gaat beginnen, en vraagt de bezoekers zich op het laboratorium te concentreren. Zijn uil protesteert en probeert de aandacht af te leiden, maar desondanks spreekt Merlijn een spreuk uit en de kamer gaat draaien. Merlijn laat na een tijd de kamer op zijn kant staan en vraagt: "En wie is nou de tovenaar van alle machten?" De uil antwoordt: "Van deze goocheltruc heb ik m'n buik vol. Zeg Merlijn, heb je niet iets meer spektakel?"
Dat maakt Merlijn boos, en deze begint te schelden. Dat pikt de uil niet. Merlijn biedt iets later zijn excuses aan, maar de uil zakt door de kast zodra de kamer recht staat en komt nooit meer terug.
De muziek stopt, de beugels gaan open, de ruzie is geëindigd en daarmee ook de show.

## Trivia
- De stem van Merlijn is ingesproken door Beppe Costa en de stem van de uil door Hetty Heyting.[3]
- Villa Volta in de Efteling is van hetzelfde type attractie en eveneens gebouwd door Vekoma.
- Tijdens de Halloween Fright Nights & Bright Nights wordt er een aangepast ritprogramma gedraaid waarbij de soundtrack en belichting zijn aangepast.